# Live in New York City
Live in New York City ist das zweite Livealbum von John Lennon nach der Trennung der Beatles und es ist das vierte postum erschienene Album nach Lennons Tod im Jahr 1980. Gleichzeitig ist es einschließlich der acht Solo-Studioalben, der drei Avantgarde-Alben mit seiner Frau Yoko Ono, des Livealbums der Plastic Ono Band, des Interviewalbums und der Kompilationsalben das insgesamt 16. Album John Lennons. Es wurde am 24. Februar 1986 in Großbritannien und am 27. Januar 1986 in den USA veröffentlicht.
Das Konzert war das letzte eigene Konzert von Lennon.

## Entstehung
Am 30. August 1972 wollten John Lennon und Yoko Ono mit den weiteren Künstlern Stevie Wonder, Sha-Na-Na und Roberta Flack ein Abendkonzert im Madison Square Garden in New York unter dem Titel One to One-Konzert geben, aber bedingt durch die große Kartennachfrage wurde am Nachmittag desselben Tages ein weiteres Konzert angesetzt. Beide Konzerte wurden aufgenommen und gefilmt, die Einnahmen der Veranstaltung gingen an Kinder mit Behinderungen des Willowbrook House. John Lennon und Yoko Ono wurden musikalisch von der Band Elephant’s Memory und Jim Keltner unterstützt. In dieser Besetzung wurde auch das Album Some Time in New York City eingespielt, das in den USA im Juni 1972 erschien. Die Bezeichnung der Liveband lautete für den Auftritt ‚Plastic Ono Elephant’s Memory Band‘. Die Aufnahmen wurden von Phil Spector geleitet. Das Abendkonzert wurde vom US-amerikanischen Fernsehsender ABC gesendet.
| Nachmittagskonzert: 1. Power to the People (Intro) 2. New York City 3. It’s So Hard 4. Move on Fast (Yoko Ono) 5. Woman Is the Nigger of the World 6. Sisters O Sisters (Yoko Ono) 7. Well Well Well 8. Born in a Prison (Yoko Ono) 9. Instant Karma! 10. Mother 11. We’re All Water (Yoko Ono) 12. Come Together 13. Imagine 14. Open Your Box (Yoko Ono) 15. Cold Turkey 16. Don’t Worry Kyoko (Yoko Ono) 17. Hound Dog | Abendkonzert: 1. Power to the People (Intro) 2. New York City 3. It's So Hard 4. Sisters O Sisters (Yoko Ono) 5. Woman Is the Nigger of the World 6. Move on Fast (Yoko Ono) 7. Well Well Well 8. Instant Karma! 9. Mother 10. We’re All Water (Yoko Ono) 11. Born in a Prison (Yoko Ono) 12. Come Together 13. Imagine 14. Open Your Box (Yoko Ono) 15. Cold Turkey 16. Hound Dog 17. Give Peace a Chance |

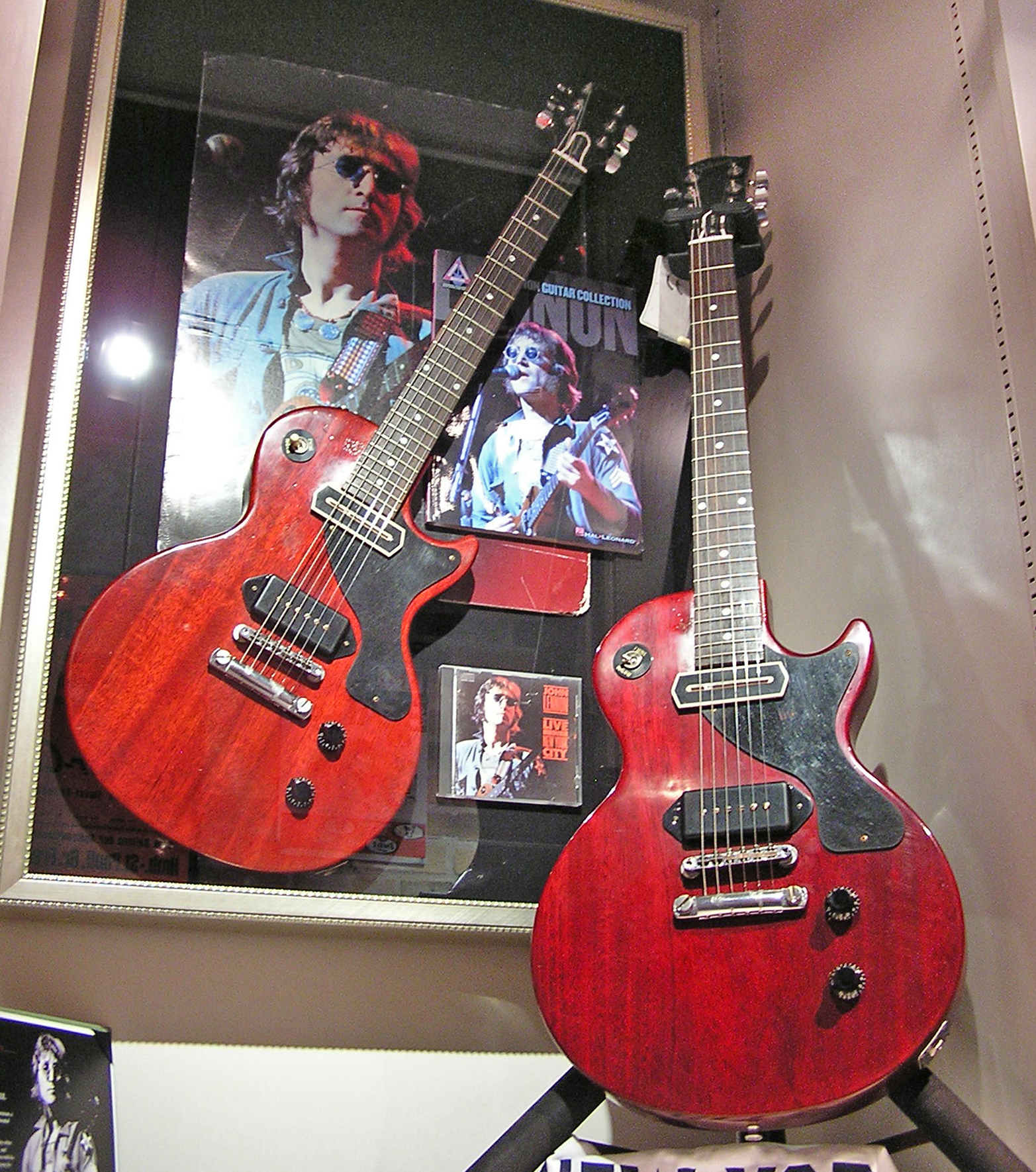
Gibson-Les-Paul-Gitarre, die John Lennon für das Konzert verwendete

Erst im Jahr 1986 wurden die Aufnahmen, überwiegend das Nachmittagskonzert, als LP/CD und auf Videokassette veröffentlicht. Die Neuabmischung der Audioaufnahmen erfolgte durch Rob Stevens, als Produzent wurde Yoko Ono aufgeführt. Yoko Ono entfernte ihren Gesang bei bestimmten Liedern aus dem Album-Mix. Die Videoaufnahmen enthalten zwei weitere Titel von Yoko Ono: Born in a Prison und Sisters O Sisters sowie eine längere Version von Give Peace a Chance. Nicht veröffentlicht wurden die Yoko-Ono-Titel Move on Fast, We ‘re All Water, Don`t Worry Kyoko und Open Your Box. Drei weitere Aufnahmen It’s so Hard, Woman Is the Nigger of the World und Come Together des Abendkonzerts wurden auf dem Boxset John Lennon Anthology veröffentlicht. Mitglieder von Elephant’s Memory kritisierten Onos Entscheidung, zu viel von der Nachmittagsperformance zu veröffentlichen, und die Videobearbeitung, von der sie sagten, dass sie Yoko Ono die gleiche Bedeutung wie John Lennon gegeben hätte.
Die Tickets kosteten 5, 7,50 und 10 US-Dollar, und die Verkäufe brachten Willowbrook mehr als 1,5 Millionen US-Dollar ein. Vor der Veranstaltung kaufte John Lennon Tickets im Wert von 60.000 US-Dollar, die er an Fundraising-Freiwillige verschenkte. Die Probeaufnahmen für das One to One-Konzert erfolgten in den Butterfly Studios (18., 21. und 22. August 1972) und anschließend im Fillmore East (25. und 26. August 1972), einige der Aufnahmen wurden auf Bootlegs veröffentlicht. Geprobte aber nicht aufgeführte Lieder waren: Mind Train (Yoko Ono), Tequila, Roll Over Beethoven, Honky Tonk (Part 2), Unchained Melody sowie mehrere Instrumentallieder.
John Lennon sagte 1972 abschließend über das Konzert: „Dieser Gig in den Madison Square Gardens war die beste Musik, die ich seit der Cavern oder sogar Hamburg gespielt habe... Es war genau das gleiche Gefühl, als die Beatles sich wirklich darauf einließen.“
Das One to One-Konzert sollte das letzte vollständige Konzert von John Lennon sein, alle folgenden Liveauftritte von John Lennon waren Kurzauftritte, am 6. September 1972 traten John Lennon, Yoko Ono und die Band Elephant’s Memory während der Benefiz-TV-Show Jerry Lewis Muscular Dystrophy Telethon auf, wo sie folgende drei Lieder spielten: Imagine, Now or Never (Yoko Ono) und Give Peace a Chance. Am 28. November 1974 trat John Lennon als Überraschungsgast bei einem Konzert von Elton John im Madison Square Garden auf. Neben Whatever Gets You thru the Night spielten Lennon und John die Beatles-Lieder Lucy in the Sky with Diamonds und I Saw Her Standing There. Am 18. April 1975 hatte John Lennon seinen letzten Liveauftritt während der Fernsehshow Salute to Sir Lew – The Master Showman, wo er die Lieder Slippin’ and Slidin’, Stand by Me und Imagine sang, am 13. Juni 1975 erfolgte die Fernsehausstrahlung in den USA.

## Covergestaltung
Die Covergestaltung erfolgte von Roy Kohara und John O’Brien. Das Coverfoto stammt von Bob Gruen. Der CD liegt ein achtseitiges bebildertes Begleitheft bei, das Information zum Album enthält.

## Wiederveröffentlichung
Die CD-Veröffentlichung erfolgte im April 1986 und wurde bisher nicht neu remastert. Die Videoaufnahmen des Konzerts wurden bisher nicht in legaler Form auf DVD veröffentlicht.

### EP-Veröffentlichung
Anlässlich des Record Store Day am 12. April 2025 erschien die 12"-Vinyl-EP Power To the People (Live at the One-To-One Concert, New York City, 1972) unter der Interpretenbezeichnung John & Yoko/Plastic Ono Band with Elephant's Memory im gelben Vinyl. Die EP enthält folgende vier neu abgemischte Titel: Well Well Well/Instant Karma! (We All Shine On)/Cold Turkey/Don’t Worry Kyoko (Mummy's Only Looking for a Hand in the Snow)

## Single-Auskopplung

### Imagine/Come Together
In den USA wurde eine 12″-Vinyl-Promotionsingle Imagine (Live) / Come Together (Live) an Radiosender verteilt, die aber nicht als reguläre Kaufsingle erschienen ist.

### Hound Dog
In Mexiko wurde im März 1986 die 7″-Vinyl-Promotionsingle Hound Dog veröffentlicht.

## Titelliste

### Album
Seite 1
1. New York City – 3:38
2. It’s so Hard – 3:18
3. Woman Is the Nigger of the World – 5:30
4. Well Well Well – 3:51
5. Instant Karma! – 3:40

Seite 2
1. Mother – 5:00
2. Come Together – 4:21
3. Imagine – 3:17
4. Cold Turkey – 5:29 +
5. Hound Dog – 3:09 +
6. Give Peace a Chance – 1:00 +

Titel, die mit einem + gekennzeichnet sind, stammen von den Aufnahmen des Abendkonzerts (alle anderen Livetitel sind vom Nachmittagskonzert).

### Video
1. Power to the People
2. New York City
3. It's So Hard
4. Woman Is the Nigger of the World
5. Sisters O Sisters (Ono) +
6. Well Well Well
7. Instant Karma!
8. Mother
9. Born in a Prison (Ono)
10. Come Together
11. Imagine
12. Cold Turkey +
13. Hound Dog +
14. Give Peace a Chance +

Titel, die mit einem + gekennzeichnet sind, stammen von den Aufnahmen des Abendkonzerts (alle anderen Livetitel sind vom Nachmittagskonzert).

## Chartplatzierungen
| ChartsChartplatzierungen       | Höchstplatzierung | Wochen |
| ------------------------------ | ----------------- | ------ |
| Deutschland (GfK)              | 65 (1 Wo.)        | 1      |
| Vereinigtes Königreich (OCC)   | 55 (3 Wo.)        | 3      |
| Vereinigte Staaten (Billboard) | 41 (11 Wo.)       | 11     |

## Verkaufszahlen und Auszeichnungen
| Land/Region               | Auszeichnungen für Musikverkäufe (Land/Region, Auszeichnung, Verkäufe) | Verkäufe |
| ------------------------- | ---------------------------------------------------------------------- | -------- |
| Vereinigte Staaten (RIAA) | Gold                                                                   | 500.000  |
| Insgesamt                 | 1× Gold ·                                                              | 500.000  |

Hauptartikel: John Lennon/Auszeichnungen für Musikverkäufe